# Yaika
Yaika är en ort i Burkina Faso.   Den ligger i regionen Plateau-Central, i den centrala delen av landet, 80 km öster om huvudstaden Ouagadougou. Yaika ligger 292 meter över havet och antalet invånare är 1 482.
Terrängen runt Yaika är platt. Närmaste större samhälle är Mogtédo, 10,2 km norr om Yaika.
Omgivningarna runt Yaika är en mosaik av jordbruksmark och naturlig växtlighet. Runt Yaika är det ganska tätbefolkat, med 78 invånare per kvadratkilometer.